# Eduardo, o Exilado
Eduardo, o Exilado (1016 — final de agosto de 1057), também chamado de Eduardo, o Atelingo, foi um filho do rei Edmundo Braço de Ferro e sua esposa Edite. Passou a maior parte de sua vida no exílio após a derrota de seu pai para Canuto, o Grande.

## Exílio
Após a conquista dinamarquesa da Inglaterra, em 1016, Canuto obteve a guarda de Eduardo, que diziam ter apenas alguns meses de idade, e seu irmão, Edmundo, enviado à corte sueca de Olavo, o Tesoureiro (que era meio-irmão do rei dinamarquês), supostamente com instruções para que as crianças fossem assassinadas. Em vez disso, os dois rapazes foram secretamente enviados para Quieve, onde a filha de Olavo, Ingegerda, era a Rainha, ou para a Polônia, onde o tio de Canuto, Boleslau I, o Bravo era duque.

## Família
A esposa de Eduardo era chamada Ágata, cujas origens são contestadas. Seus filhos foram:
- Edgar, o Atelingo (c. 1051 - c. 1126), eleito rei da Inglaterra após a Batalha de Hastings, mas submetido a Guilherme, o Conquistador.
- Santa Margarida da Escócia (c. 1045 - 16 de novembro de 1093), casou-se com Malcolm III da Escócia.
- Cristina (c. 1057 - c. 1093), abadessa da Abadia de Romsey.

A neta de Eduardo, Edite da Escócia, também chamada Matilde, casou com o rei Henrique I de Inglaterra, continuando a linha anglo-saxônica para a monarquia pós-conquista normanda.